# Taphozous nudiventris
Taphozous nudiventris är en insektsätande småfladdermusart som beskrevs av Philipp Jakob Cretzschmar (1786–1845) år 1830.
Dess artnamn på engelska (naked-rumped tomb bat) och på tyska (Nacktbauch-Grabfledermaus) betyder ungefär "nakengumpad gravfladdermus".
Taphozous nudiventris ingår i släktet gravfladdermöss (Taphozous) och familjen frisvansade fladdermöss (Emballonuridae). IUCN kategoriserar arten globalt som livskraftig. Inga underarter finns listade i Catalogue of Life. Wilson & Reeder (2005) skiljer mellan 5 underarter.

## Utseende
Arten är med en absolut längd (inklusive svans) av 101 till 146 mm en stor medlem av släktet. Underarmarnas längd är med 64 till 83 mm större än hos den liknande arten Taphozous perforatus. Förutom den körtel som förekommer på flygmembranens ovansida, har hanar även en körtel vid strupen. Hanar är dessutom större än honor.
Den bakre delen av bålen är naken, vilket har givit nudiventris (nūdi- är sammansättningsform av nūdus (m), "naken", och ventris är genitiv form av venter (m), "bål") dess namn. Fladdermusen har annars kort päls som är brun till grå på ovansidan och ljusgrå vid buken.

## Utbredning och habitat
Denna gravfladdermus förekommer med flera från varandra skilda populationer från Marocko över norra och östra Afrika, västra Asien och södra Asien till Myanmar. I östra Afrika sträcker sig utbredningsområdet till Tanzania. Taphozous nudiventris vistas vanligen i torra regioner, men den lever även i fuktiga städsegröna skogar. I torra områden hittas arten oftast nära insjöar, floder eller andra vattenansamlingar.

## Ekologi
Taphozous nudiventris vilar under överhängande klippor, i bergssprickor, i grottor, i gravvårdar, i byggnader eller i tunnlar. Där bildar fladdermusen kolonier. Ofta delar arten sin viloplats med andra fladdermöss. Några populationer vandrar till varmare trakter före vintern och andra populationer går i ide. Det förekommer även individer som lagrar fett i kroppen före den kalla årstiden.
Arten jagar skalbaggar, syrsor, gräshoppor, flygande myror, nattfjärilar och andra flygande insekter. Ett favoritbyte är larver av mindre bomullsfly (Spodoptera littoralis). När fladdermusen jagar, flyger den vanligen långa sträckor och den använder ekolokalisering.
Populationer som håller vinterdvala (till exempel i Irak), parar sig under hösten och låter sedan det befruktade ägget vila fram till våren. Den egentliga dräktigheten varar från mars till maj och sedan föds en unge. Ungen föds naken och blind. Den håller sig fast i moderns päls när hon letar efter föda. Efter cirka 3 veckor, har ungen öppna ögon samt päls. Efter 6 veckor, slutar honan med digivning. Vid slutet av augusti kan ungen flyga.
Hos populationer som är aktiva hela året (till exempel i Indien) sker parningen i mars eller april. Ungen föds i mitten av juli och den är efter 6 månader lika stor som vuxna individer. Könsmognaden infaller för honor efter 9 månader och för hanar efter 20 månader.